# 上海公交709路
709路定班线，原为航华新村地区通往虹桥开发区地区的公交线路，后来变成是由上海市闵行区七宝镇地区通往程家桥地区的公交线路，现在是由上海市闵行区七宝镇地区通往沪青平公路航东路的公交线路，是接驳71路的公交线路之一。

## 历史沿革
开通时，该线路为航华新村—凯旋路延安西路的公交线路。
2010年1月26日起，709路开始停靠延安西路娄山关路站，以方便虹桥开发区区域上下班客流出行。
2010年3月19日起，709路从航华新村延伸到万科花园，以便中春路万科花园出行；并由原先东段虹桥路（虹井路—古北路）走向改为延安西路（虹井路—古北路），以填补48路线路调整的空白，但从此乘客寥寥。
2014年6月28日起，由于客流减少，709路改为定班线，每隔半小时发一班车。
2016年11月，上海市交通委员会发布了《延安路中运量系统公交线路优化调整计划》，征求市民意见。根据该方案，709路将由凯旋路延安西路缩线到上海动物园。
2017年2月1日，709路正式缩线到上海动物园临时终点站。
2017年5月，运管部门向媒体表示，针对航华地区市民出行需求，将优化调整709路走向，将其由上海动物园缩线到田图，使之能接驳中运量71路航东路站。2017年6月8日，闵行区交通委员会公布了《2017年闵行区公交线路新辟及调整计划》，其中包含了城市运管处的部分公示内容，709路在列。
2017年8月26日起，709路公交车将终点站改为沪青平公路航东路（田图）。线路改为在航东路左转进入田图站，然后沿沪青平公路、航新路、沪渝高速辅路（虹春路）、航东路循原线。

## 路线基本资料

### 线路走向

#### 2010年3月19日以前
- 上行：自航新路航华新村终点站起、航北路、航中路、航南路、沪青平公路，虹桥路，虹井路，延安西路，上海动物园终点站[註 1]。
- 回程：自延安西路，沪青平公路，航东路，航南路，航中路，航北路，航新路、航华新村终点站。[11][3]

#### 2010年3月19日—2017年1月31日
- 上行：自中春路起，经沪松公路—漕宝路、新镇路、吴中路、航新路、航北路、航中路、航南路、沪青平公路，虹桥路，虹井路，延安西路，原721路站。
- 下行：自延安西路，沪青平公路，航东路，航南路，航中路，航北路，航新路，吴中路，新镇路，漕宝路，沪松公路，中春路。[11][3]

#### 2017年2月1日—2017年8月25日
- 上行：经中春路、沪松公路—漕宝路、新镇路、吴中路、航新路、航北路、航中路、航南路、航东路、沪青平公路、虹桥路、虹井路、延安西路至上海动物园（临时枢纽站）。
- 下行：经延安西路，沪青平公路、航东路、航南路、航中路、航北路、航新路、吴中路、新镇路、漕宝路—沪松公路、中春路至万科花园。[12][6]

#### 2017年8月26日以后
- 上行：经中春路、沪松公路—漕宝路、新镇路、吴中路、航新路、航北路、航中路、航南路、航东路、沪青平公路至田图。
- 下行：经沪青平公路、航新路、虹春路、航东路、航南路、航中路、航北路、航新路、吴中路、新镇路、漕宝路—沪松公路、中春路至万科花园。[12][10]

### 服务时间
- 沪青平公路航东路[13]：05:30-22:30
- 万科花园：06:00-23:40[12]

### 收费
全程单价RMB¥2，无人售票，线路实行公交换乘优惠。

### 目前设站

#### 上行
| 站点             | 换乘公交                                                      |
| ---------------- | ------------------------------------------------------------- |
| 万科花园         | 803路、七宝2路                                                |
| 中春路新龙路     | 803路、七宝2路                                                |
| 沪松公路佳宝路   | 92路B线、198路、上佘定班线 █ 9号线 七宝站                     |
| 七宝             | 92路、92路B线、186路、198路、735路、上佘定班线 █ 9号线 七宝站 |
| 新镇路漕宝路     | 739路                                                         |
| 新镇路吴中路     | 173路、739路、753路 █ 10号线 航中路站                         |
| 航新路吴中路     | 149路、173路、519路、739路、七宝2路                           |
| 航新路航北路     | 149路、173路、519路、739路、七宝2路                           |
| 航北路航中路     | 149路、519路、739路、七宝2路                                  |
| 航中路航北路     | 519路、776路、七宝2路 █ 10号线 航中路站                       |
| 航东路航南路     | 519路、867路、911路、七宝2路 █ 10号线 航中路站                |
| 航东路航北路     | 519路、867路、911路、七宝2路                                  |
| 航东路航华路     | 519路、867路、739路、776路、911路                             |
| 航东路沪青平公路 | 519路、867路、739路、776路、911路 71路 航东路站               |
| 沪青平公路航东路 | 519路、867路、739路、776路、911路 71路 航东路站               |

#### 下行
| 站点             | 换乘公交                                                      |
| ---------------- | ------------------------------------------------------------- |
| 沪青平公路航东路 | 519路、867路、739路、776路、911路 71路 航东路站               |
| 沪青平公路航新路 | 191路、96路、748路、776路、虹桥枢纽1路、闵行18路              |
| 航东路航华路     | 519路、867路、739路、776路、911路                             |
| 航东路航北路     | 519路、867路、911路、七宝2路                                  |
| 航东路航南路     | 519路、867路、911路、七宝2路 █ 10号线 航中路站                |
| 航中路航北路     | 519路、776路、七宝2路 █ 10号线 航中路站                       |
| 航北路航新路     | 149路、519路、739路、七宝2路                                  |
| 航新路吴中路     | 149路、173路、519路、739路、七宝2路                           |
| 吴中路航西路     | 87路 █ 10号线 航中路站                                        |
| 新镇路吴中路     | 173路、739路、753路 █ 10号线 航中路站                         |
| 漕宝路新镇路     | 92路、92路B线、186路、198路、735路、上佘定班线                |
| 七宝             | 92路、92路B线、186路、198路、735路、上佘定班线 █ 9号线 七宝站 |
| 沪松公路佳宝路   | 92路B线、186路、198路、735路、上佘定班线 █ 9号线 七宝站       |
| 万科花园         | 803路、七宝2路                                                |